# بافلوفسك (مقاطعة فورونيج)
بافلوفسك، فورونيج أوبلاست (بالروسية: Павловск) هي إحدى مدن روسيا في الكيان الفدرالي الروسي فورونيج أوبلاست.

## توأمة
لبافلوفسك (فورونيج أوبلاست) اتفاقيات توأمة مع:
- تربيتش (2000 - 2000)[4]